# Меннедорф
Меннедорф (нім. Männedorf) — місто  в Швейцарії в кантоні Цюрих, округ Майлен.

## Географія
Місто розміщене на відстані близько 105 км на схід від Берна, 18 км на південний схід від Цюриха.
Меннедорф має площу 4,8 км², з яких на 46,6% дозволяється будівництво (житлове та будівництво доріг), 29,6% використовуються в сільськогосподарських цілях, 23,3% зайнято лісами, 0,4% не є продуктивними (річки, льодовики або гори).

## Демографія
2019 року в місті мешкало 11 359 осіб (+8,8% порівняно з 2010 роком), іноземців було 20,4%. Густота населення становила 2381 осіб/км².
За віковим діапазоном населення розподілялося таким чином: 20,6% — особи молодші 20 років, 59% — особи у віці 20—64 років, 20,4% — особи у віці 65 років та старші. Було 4974 помешкань (у середньому 2,2 особи в помешканні).
Із загальної кількості 4984 працюючих 21 був зайнятий у первинному секторі, 901 — в обробній промисловості, 4062 — в галузі послуг.

## Бізнес
У Меннедорфі є критий басейн, кілька будинків для людей похилого віку, кінотеатр Вільденманн, кілька готелів і кантональний дитячий будинок Brüschhalde (колишній притулок для дітей). Окрім кількох промислових компаній та активної торгівлі, ферми також забезпечують деякий заробіток.
У Меннедорфі перебуває швейцарська штаб-квартира австрійської компанії, що спеціалізується на виробництві прикрас з кришталю «Кришталі Сваровського», а також штаб-квартира швейцарської компанії з виготовлення органів Кун.